# 807
Cette page concerne l'année 807  du calendrier julien.   Pour la voiture, voir Peugeot 807.
L'année 807 est une année commune qui commence un vendredi.

## Événements

### Asie
- En Chine, la monnaie de papier est reconnue à côté de la monnaie de métal. Marchands et riches doivent déposer leur numéraire au trésor public contre des bons[1].

### Europe
- Janvier : les Byzantins envoient une flotte en Adriatique pour reprendre la Dalmatie aux Francs[2].
- 28 mars : Charlemagne célèbre la fête de Pâques à Aix-la-Chapelle[3].  partir de 807 jusqu'à sa mort il réside toute l’année à Aix-la-Chapelle[4].
- Août : le roi d’Italie, Pépin, doit conclure une trêve avec le commandant de la flotte Byzantine Nicetas[2].
- Septembre : raid arabe à Rhodes. L'empereur byzantin Nicéphore Ier paye tribut à Harun al-Rachid[5].
- 20 décembre : Staurakios, fils de l'empereur Nicéphore Ier épouse Theophano, athénienne parente d’Irène l'Athénienne, élue par un concours de beauté[5].
- 25 décembre : un incident à Jérusalem entre les moines de Saint-Sabas et les bénédictins du mont des Oliviers à propos du Filioque déclenche une querelle théologique entre Rome et Constantinople[6].

- Journée de la fosse : répression de la révolte mozarabe de Tolède. Les notables de la ville, invités à un banquet dans la nouvelle citadelle construite par le gouverneur Amrus, sont massacrés et précipités dans un charnier (700 à 5000 victimes selon les sources)[7].
- Charlemagne envoie le connétable Burchard en Corse qui chasse les Sarrasins avec une flotte italienne après un combat où ils perdent treize vaisseaux. La victoire est éphémère et les musulmans occupent la Corse et la Sardaigne en 809 et 810[8].
- Les habitants de Patras, assiégée à la fois par les Slaves et par une flotte arabe, parviennent à lever le blocus, inspiré par saint André, le patron de la ville, avant l'intervention des Byzantins[9]. Fin du soulèvement des Slaves du Péloponnèse à la suite de l'expédition de Sklèros. Un stratège s’établit à Corinthe. Les Slaves sont convertis au christianisme, hellénisés et assimilés.
- L'obligation militaire devient proportionnelle à la fortune dans le Royaume franc. Tout possesseur de bénéfices est tenu de se présenter à l’armée[10].
- Ambassade du calife Haroun ar-Rachid qui envoie une horloge[11] à Charlemagne avec de nombreux cadeaux. Le calife reconnaît un droit de protection des lieux saints à Charlemagne après échange d'ambassades et de cadeaux[12].